# Peñarredonda

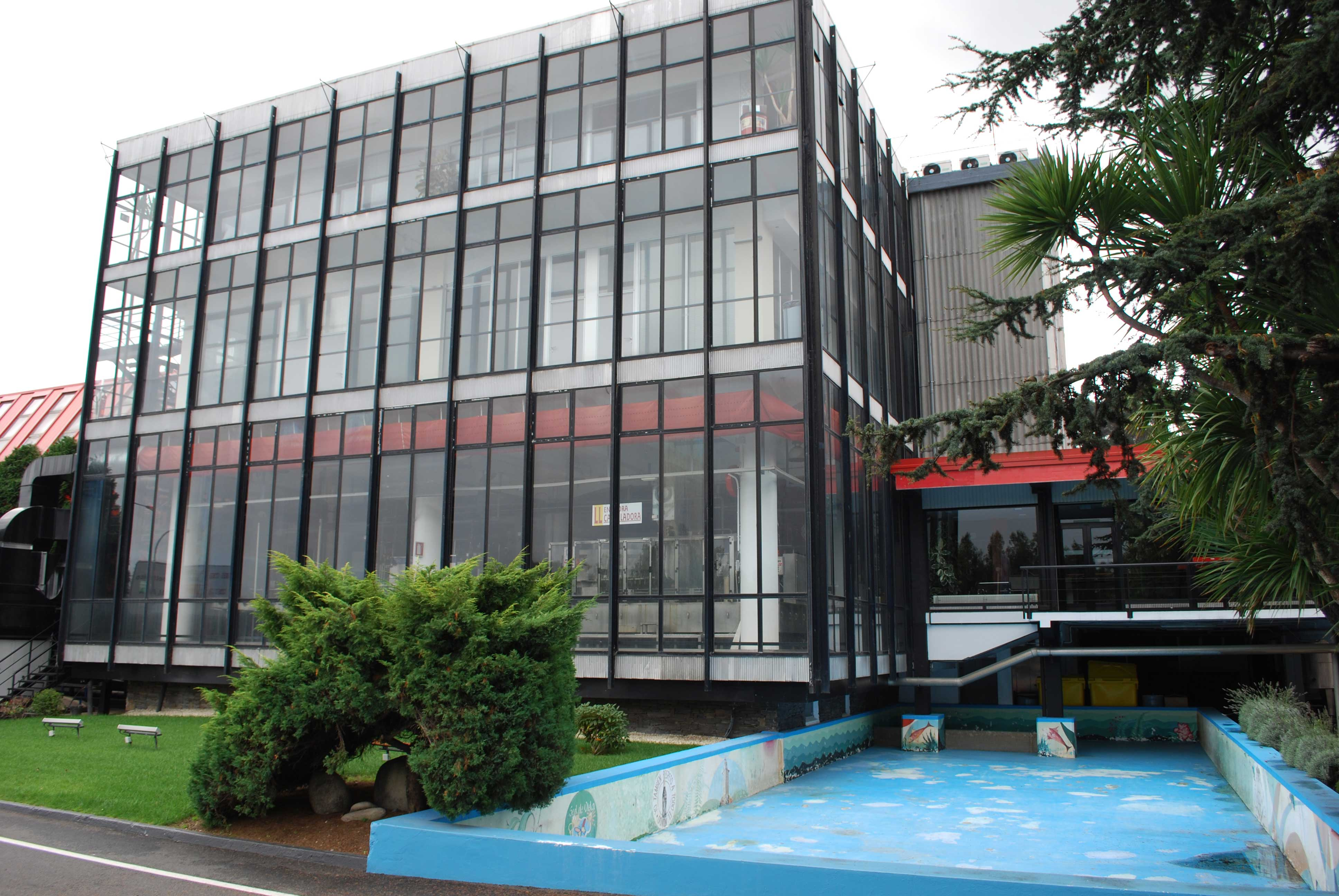
Fachada de la fábrica de bebidas Begano (Coca Cola)

Peñarredonda (en gallego y oficialmente, Penarredonda) es un pueblo de la parroquia de Elviña, en el ayuntamiento de La Coruña. Esta frente la autopista AP-9. Puebla 164 habitantes. Allí también se encuentra el Colegio de fomento Peñarredonda y una fábrica de Coca Cola 

## Naturaleza
Desde varios sitios elevados se puede ver la ciudad de La Coruña, y el puente del Pasaje.
Dentro del colegio Peñarredonda se encuentra la mayor Carballeira (Robledal) de la ciudad de La Coruña.

## Arquitectura
Situada sobre la avenida de Alfonso Molina junto a la autopista. AP-9 
Edificios modernos de servicios e industriales y chalets. 
Es de destacar el edificio de "la fábrica de Coca-Cola", fue proyectada por los arquitectos Andrés Fernández-Albalat Lois y Antonio Tenreiro en 1960. Está considerada una de las primeras arquitecturas pertenecientes al Movimiento Moderno en Galicia

## Economía y servicios
En este pueblo, se sitúa el hospital Quirón salud (Antiguo Hospital de Santa Teresa), el hospital de la ciudad de laCoruña. También el  colegio Peñarredonda donde se imparte Primaria  ESO y Bachillerato. Otro servicio del pueblo que se encuentra es un taller de reparación de coches

## Curiosidades
En Peñarredonda, en los terrenos donde actualmente está el colegio del mismo nombre, se encontraba la casa solariega de los antepasados de Simón Bolivar la cual visitó en 1802 antes de volver a Venezuela partiendo desde el puerto de La Coruña.   